# Юг штата Санта-Катарина (мезорегион)

Юг штата Санта-Катарина на карте.

Юг штата Санта-Катарина (порт. Mesorregião do Sul Catarinense) — административно-статистический мезорегион в Бразилии, входит в штат Санта-Катарина. Население составляет 925 065 человек (на 2010 год). Площадь — 9 718,930 км². Плотность населения — 95,18 чел./км².

## Демография
Согласно сведениям, собранным в ходе переписи 2010 г. Национальным институтом географии и статистики (IBGE), население мезорегиона составляет:
| Полное население                            | Полное население                            | Полное население                            | Полное население                            | 925 065 |
| ------------------------------------------- | ------------------------------------------- | ------------------------------------------- | ------------------------------------------- | ------- |
| в том числе:                                | Городское население                         | 753 153                                     | Процент городского населения, %             | 81,42   |
|                                             | Сельское население                          | 171 912                                     | Процент сельского населения, %              | 18,58   |
|                                             | Мужское население                           | 458 147                                     | Процент мужского населения, %               | 49,53   |
|                                             | Женское население                           | 466 918                                     | Процент женского населения, %               | 50,47   |
| Плотность населения, чел/км²                | Плотность населения, чел/км²                | Плотность населения, чел/км²                | Плотность населения, чел/км²                | 95,18   |
| Население мезорегиона в % к населению штата | Население мезорегиона в % к населению штата | Население мезорегиона в % к населению штата | Население мезорегиона в % к населению штата | 14,80   |

## Статистика
- Валовой внутренний продукт на 2003 составляет 7 208 840 529,00 реалов (данные: Бразильский институт географии и статистики).
- Валовой внутренний продукт на душу населения на 2003 составляет 8329,28 реалов (данные: Бразильский институт географии и статистики).
- Индекс развития человеческого потенциала на 2000 составляет 0,810 (данные: Программа развития ООН).

## Состав мезорегиона
В мезорегион входят следующие микрорегионы:
1. Арарангуа
2. Крисиума
3. Тубаран